# Sutemacu Ójama
Princezna Sutemacu Ójama (大山 捨松 Ójama Sutemacu, rozená Sakiko Jamakawa 山川 咲子 Jamakawa Sakiko, 24. února 1860 Wakamacu – 18. února 1919 Tokio) byla japonská prominentka období Meidži a první Japonka, která získala univerzitní titul.

## Životopis
Sakiko Jamakawa se narodila 24. února 1860 v Aizu, izolovaném horském regionu v nynější prefektuře Fukušima. Byla nejmladší dcerou Šigekata (重固), karó (staršího vazala) pána Aizu a jeho ženy Tói z další rodiny karó, Saigó (西郷). Měla pět sourozenců: tři sestry jménem Futaba (二葉, 1844–1909), Misao a Tokiwa, a dva bratry jménem Hiroši (浩, 1845–1898) a Kendžiró (健次郎, 1854–1931). Sakiko byla vychována v tradiční samurajské domácnosti ve městě Wakamacu v několika akrovém areálu poblíž severní brány hradu Curuga. Nechodila do školy, číst a psát se učila doma v souladu s přísnou výchovou v etiketě a poslušnosti založené na neokonfuciánském textu 近世女大学 Kinsei onna Daigaku (Vyšší učení pro ženy).

### Bitva o Aizo

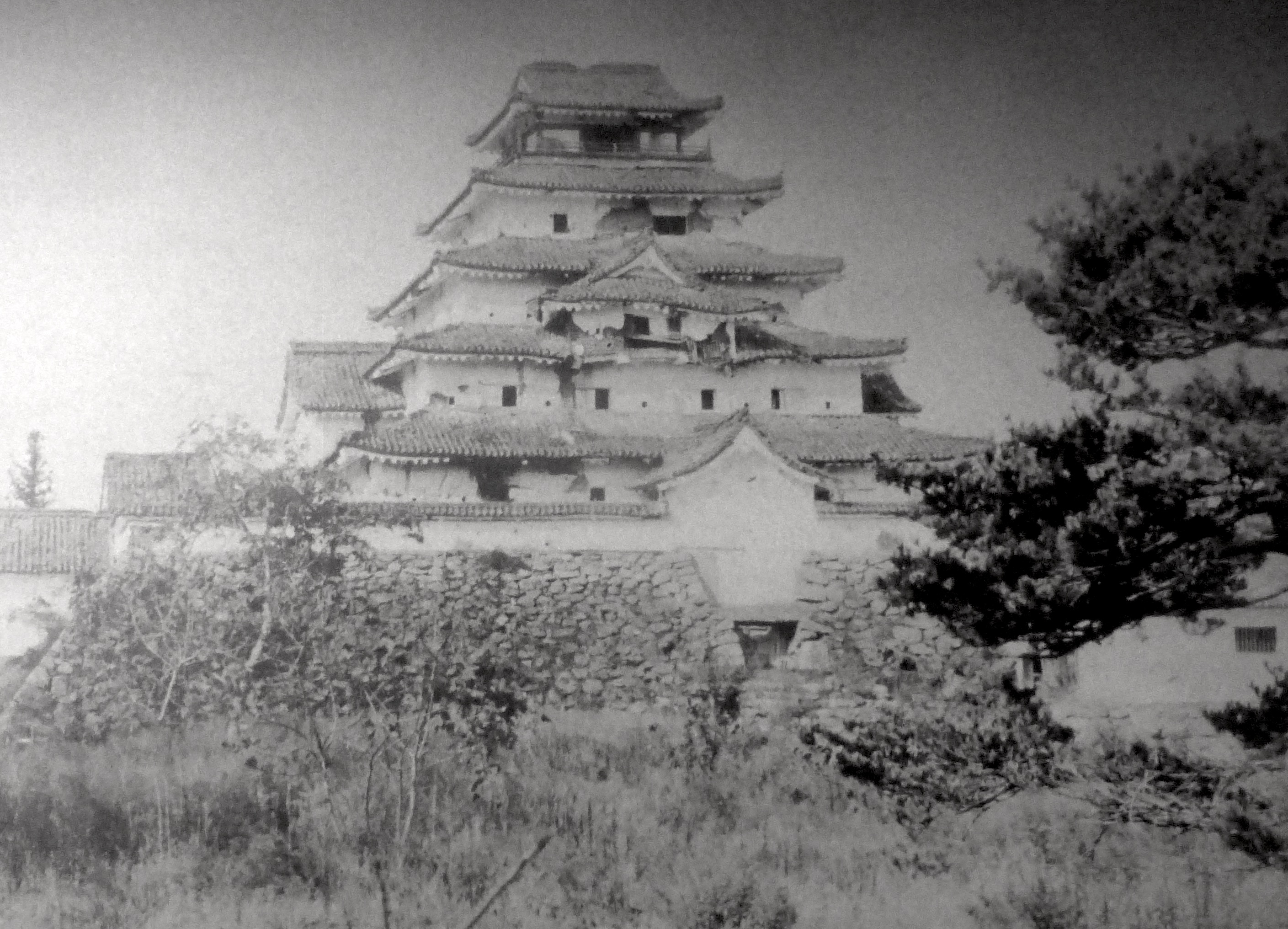
Hrad Curuga, Aizu, prefektura Fukušima

V letech 1868–1869 byla rodina Jamakawa na prohrávající straně ve válce Bošin. Válka Bošin byla občanská válka na konci japonského bakumacu („konec šogunátu”), ve které příznivci šogunátu odolávali nové císařské vládě, která začala reformami Meidži v roce 1867. Konflikt se bitvou o Aizo přiblížil k Sakičinu rodnému městu v roce 1868. Dne 8. října 1868, když jí bylo osm let, císařské jednotky pronikly do Wakamacu a vypálili jej do základů. Sakiko se s matkou a sestrami ukryla v hradu Curuga. Několik set lidí ze samurajských rodin, raději spáchalo rituální sebevraždu. Tento vpád poznamenal začátek měsíc trvajícího obléhání, které se stalo symbolem „hrdinského a zoufalého odporu”. Během bitvy o Aizo spáchala skupina bojovníků Bjakkotai (Brigáda bílých tygrů), složená z náctiletých bojovníků, masovou sebevraždu v mylné víře, že hrad padl. Šest set žen a dětí uvnitř hradu vedených Teru Macudairou, vytvořilo skupiny na vaření, úklid a vytváření nábojů do zbraní, stejně jako na starání se téměř 1500 zraněných vojáků. Jedna ze Sakičíných sester se pokusila připojit k Šóšitai (娘子隊, Dívčí armádě) Takeko Nakano, ale její matka jí poručila, aby zůstala uvnitř hradu a vyráběla náboje. Osmiletá Sakiko výrobcům nábojů nosila suroviny. Ke konci obléhání ji matka poslala, aby šla s dalšími dívkami pouštět draky jako gesto vzdoru, zatímco císařská děla odstřelovala hrad a ženy dusily střely mokrými přikrývkami. Jedna ze střel explodovala poblíž Sakiko, kterou šrapnel zranil na krku a zabil její švagrovou Toseko.

### Po bitvě
Obléhání skončilo 7. listopadu 1868, kdy se posádka hradu vzdala. Sakiko byla se svou matkou a sestrami vzata do vězeňského tábora, kde byly rok zadržovány. Na jaře 1870, byly vyhnány do nově vytvořeného okresu Tonami (oblast, která je nyní součástí prefektury Tojama). Sedmnáct tisíc vyhnaných uprchlíků nemělo žádné zkušenosti se zemědělstvím, a k tomu se blížila zima s předzvěstí nedostatku jídla, přístřešku a dřeva na otop. Rodině hrozilo vyhladovění. Sakiko, která dosáhla 11 let, po polích rozprostírala hnojůvku a hledala mušle. Na jaře roku 1871, byla sama poslána do Hakodate, kde byla ubytována u Sawabeho Takumy a poté u francouzských misionářů.

### Studium ve Spojených státech

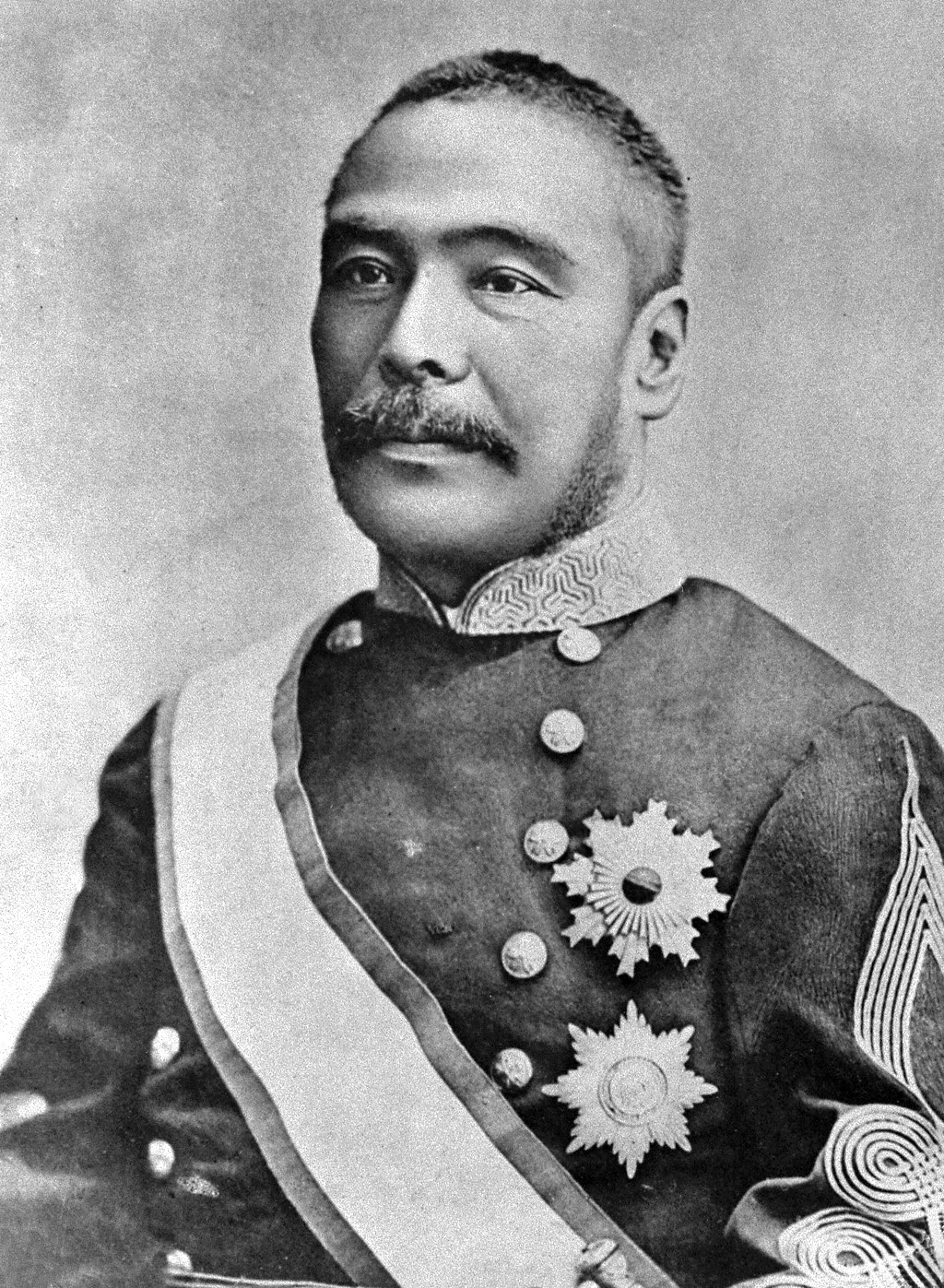
Kijotaka Kuroda, který po dívky zařídil studium v Americe

V prosinci 1871 byla poslána na studium do Spojených států jako členka Iwakurovy mise. Sakiko byla jedna z pěti dívek, které byly poslány, aby se ve prospěch Japonska deset let učily západním způsobům. Poté se měla vrátit a předat nově nabyté zkušenosti dalším japonským ženám a dětem v souladu s filozofií období Meidži Poslušná žena, moudrá manželka. Dalšími dívkami byly Rjó Jošimasu (14 let), Tei Ueda (14 let), Šige Nagai (10 let) a Ume Cuda (6 let). Všech pět dívek pocházelo ze samurajských rodin, které byly na poražené straně války Bošin. Tato iniciativa byla speciálním projektem Kijotaky Kurody, který při prvním pokusu o nábor dívek neobdržel žádnou odpověď, navzdory velkorysé peněžní nabídce pokrytí dívkám veškerých životních nákladů na deset let a stipendia. Při jeho druhém pokusu Sakiko navrhl její nejstarší bratr Hiroši, který se s Kurodou znal, neboť Hirošiho mladší bratr Kendžiró nedlouho předtím odjel s Kurodovou pomocí studovat do Ameriky. Hiroši svou sestru navrhl buď kvůli jejímu nespoutanosti a studijním úspěchům nebo z prosté finanční nouze. Pět dívek bylo jedinými uchazečkami.

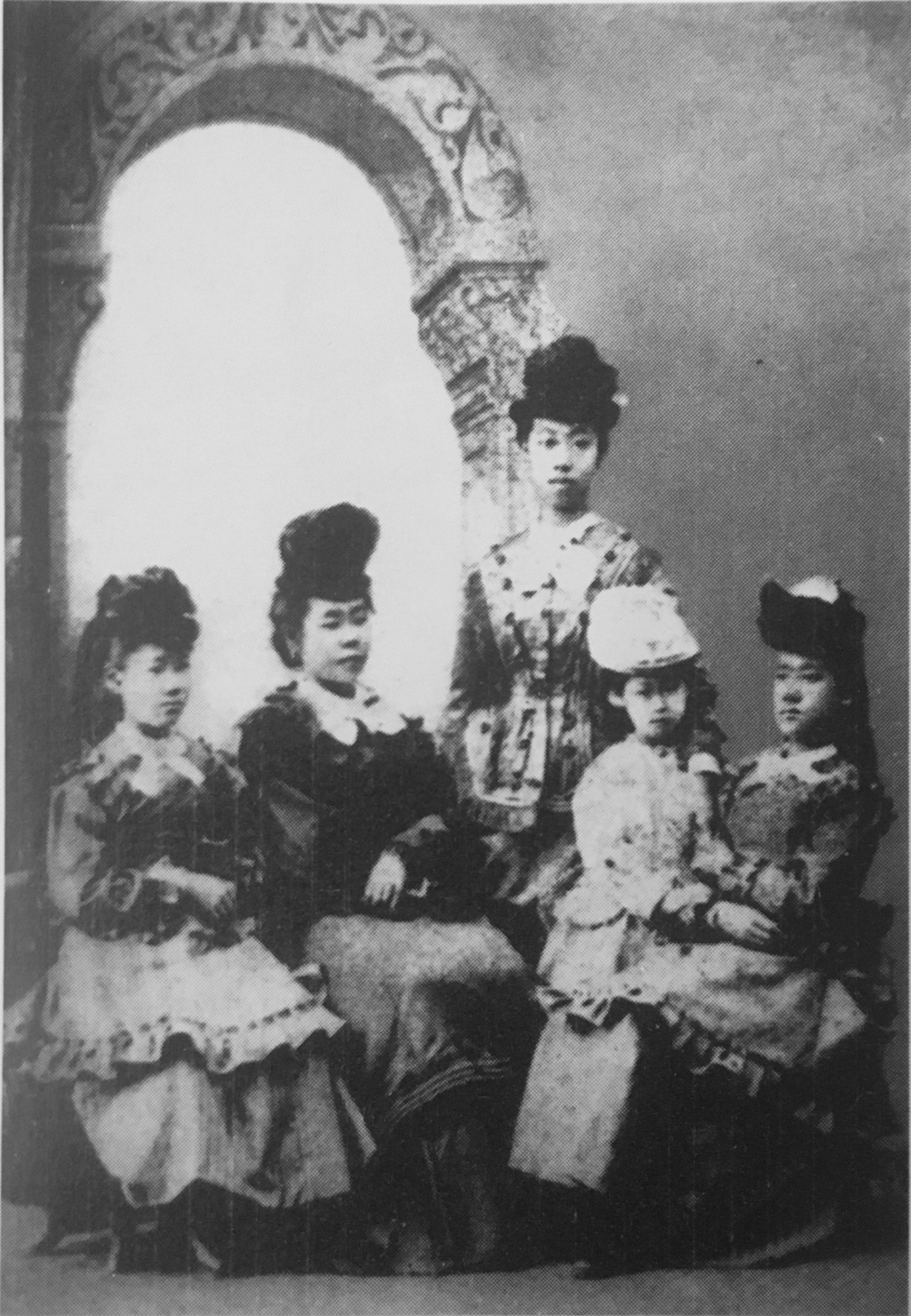
Zleva Šige Nagai (10), Tei Ueda (14), Rjó Jošimasu (14), Ume Cuda (6) a Sutemacu Jamakawa (11) v Chicagu. Dívky měly poprvé na sobě západní oblečení

V této době, změnila Sakičina matka její jméno Sakiko (咲子, v překladu: „malý květ”) na Sutemacu (捨松). Význam nového jména by mohl naznačovat zklamání z toho, že je dcera poslána pryč z Japonska, přičemž první znak znamená vyloučení (捨 sute). Avšak jméno by mohlo také znamenat pozitivní naději. Znak 松 (macu) – borovice je jedním ze Tří přátel zimy, kteří vzkvétají i v tvrdých podmínkách, navíc zní jako macu 待つ (čekat), což naznačuje že její matka vydala (捨 sute) mladší dceru japonské vládní misi, zatímco očekává její bezpečný návrat domů.

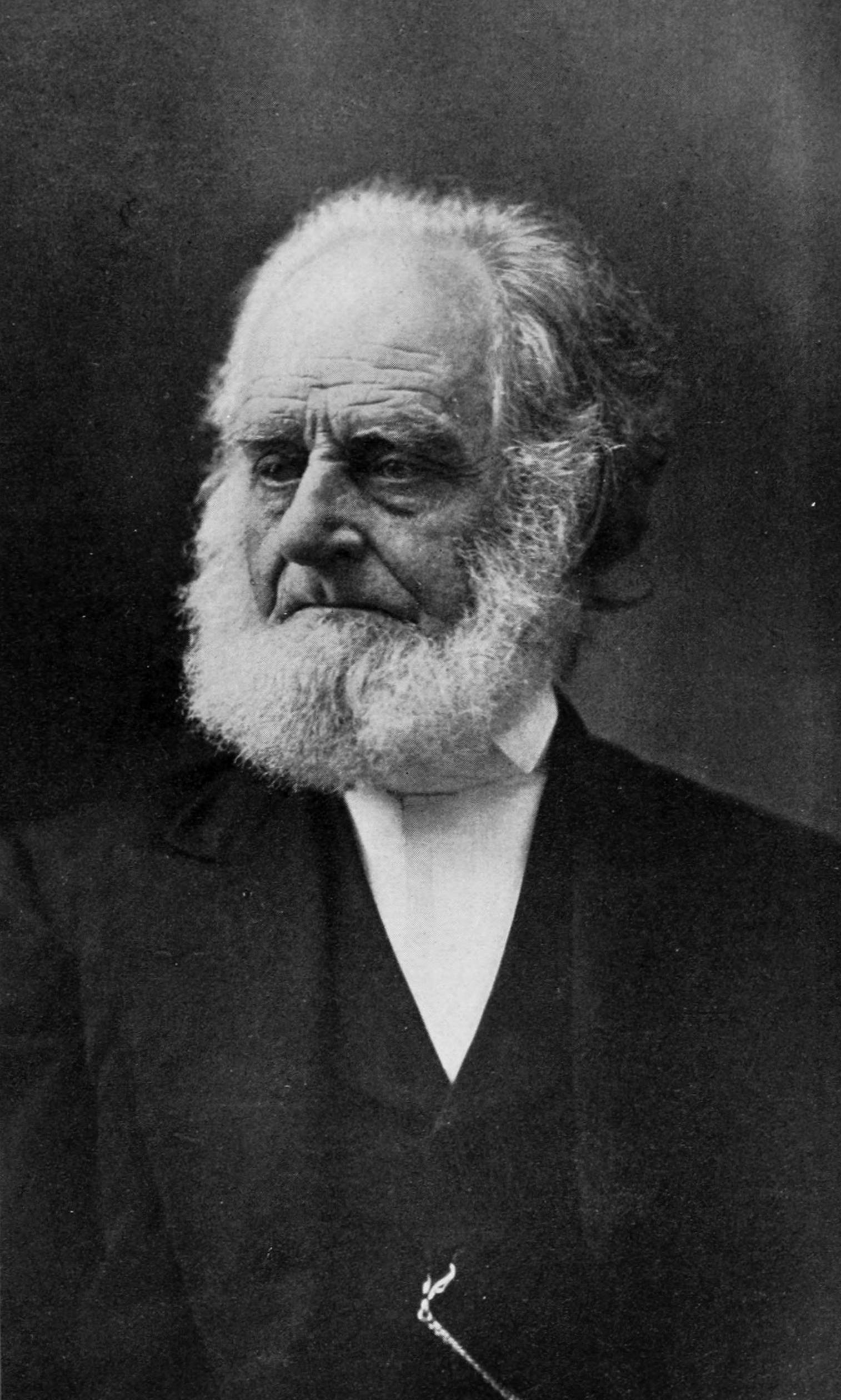
Leonard Bacon, který si jako adoptivní otec vzal Sutemacu do péče na deset let

Před odjezdem z Japonska se Sutemacacu a další dívky staly prvními dívkami ze samurajské vrstvy, kterým byla 9. listopadu 1871 udělena audience u císařovny Haruko. Na cestu do Spojených států vyrazily spolu se zbytkem účastníků Iwakurovy mise 23. prosince 1871 na palubě parníku Amerika, za doprovodu Elidy DeLong (manželky amerického diplomata Charlese E. DeLonga), která neuměla japonsky. Po bouřlivé a obtížné cestě, dorazily 15. ledna 1872 do San Francisca. Dívky zůstaly v San Francisku první dva týdny, převážně v osamění v hotelu, ale pod drobnohledem amerického tisku. Sutemacino jméno bylo typicky uváděno jako „Stemats Yamagawa” a dívky byly nazývány „japonskými princeznami”. Po dvou týdnech Iwakurova mise vyrazila na měsíční cestu vlakem napříč Amerikou. Dne 29. února dorazila do Washingtonu, kde si vzal dívky do péče Charles Lanman (tajemník japonského diplomata Arinoriho Moriho). Sutemacu krátce pobývala u Lanmanovy sestry, poté bylo všech pět dívek spolu s vychovatelkou v květnu 1872 přesunuto k Lanmanovým, aby se učily anglicky a hře na piáno.
V říjnu však byly rozděleny: Jošimasu a Ueda se vrátily do Japonska, Ume zůstala u Lanmanových, a Šige se Sutemacu byly 23. října 1872 přestěhovány do New Haven v Connecticutu. V New Haven studoval Sutemacin starší bratr Kendžiró na Yaleově univerzitě. Šige a Sutemacu byly umístěny do oddělených domácností, aby se zajistilo, že se rychle naučí anglicky. Šige bydlela u kněze Johna S. C. Abbotta a Sutemacu u kněze Leonarda Bacona, kde strávila dalších deset let jako součást rodiny Baconových. Zvláště blízká si byla s nejmladší ze čtrnácti dětí, Alice Mabel Bacon. Pravděpodobně pod vlivem Leonarda Bacona, Sutemacu konvertovala ke křesťanství. Spolu s Alice Bacon, navštěvovala seminář Grove Hall, základní školu pro dívky. V roce 1875 složila vstupní zkoušku na prestižní veřejnou střední školu Hillhouse High School. V roce 1876 navštívila Světovou výstavu, kde se vzácně shledala s Ume a Šige. V dubnu 1877 absolvovala Hillhouse High School.

### Vassar

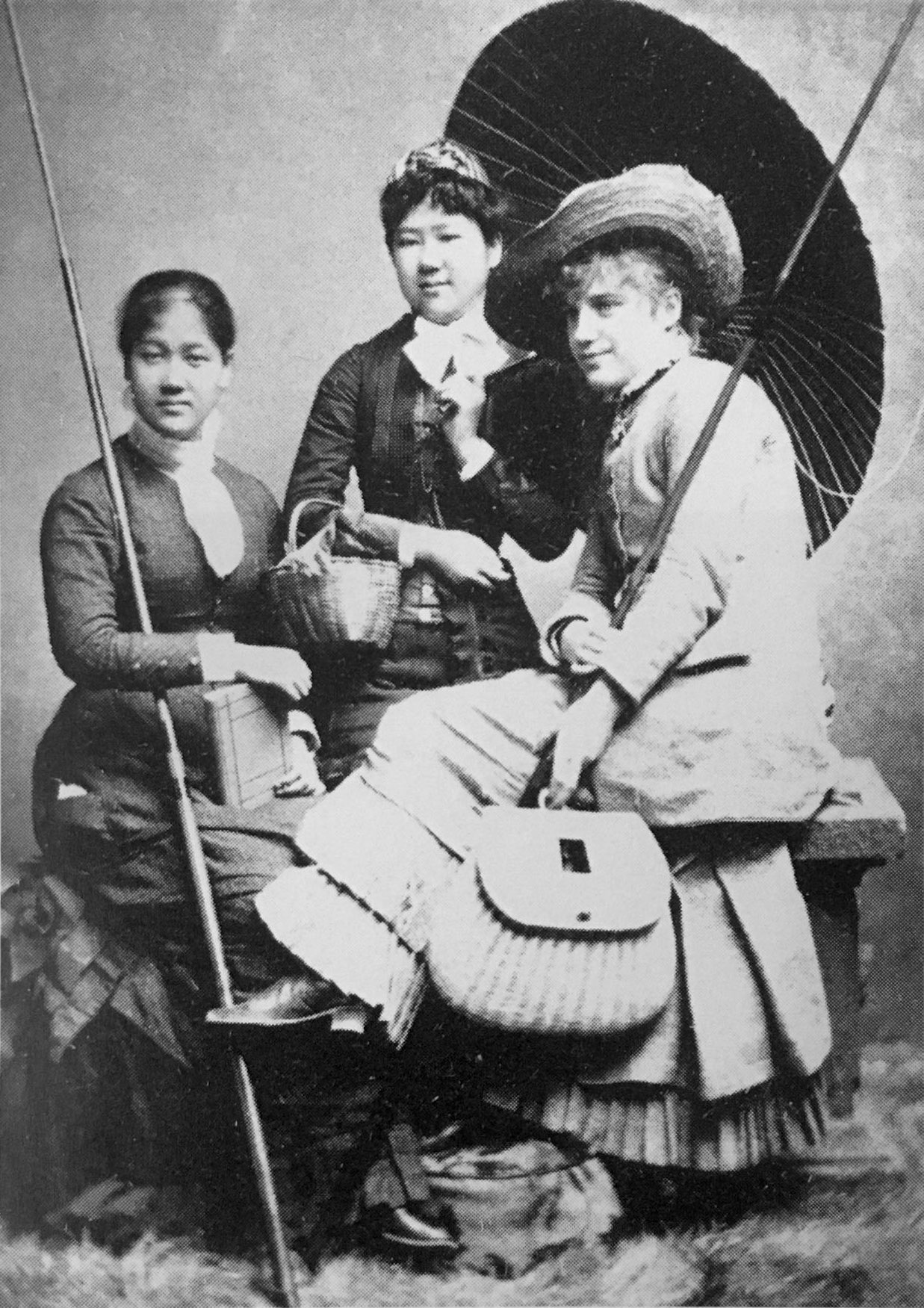
Sutemacu, Šige Nagai a Martha Sharp na Vassaru

V září 1878 začala studovat na vysoké škole Vassar College. K jejímu zklamání si Baconovi nemohli dovolit poslat Alice na vysokou školu, ale shledala se zde s Šige. Obě byly prvními nebělošskými studentkami na škole, a prvními Japonkami, které se zapsaly na vysokou školu. Šige se zapsala jako zvláštní studentka na hudební obor, zatímco Sutemacu se přihlásila ke čtyřletému bakalářskému studiu.
Během studia si začala upravovat své jméno na Stematz Jamakawa, odpovídající americké výslovnosti a pořadí jmen. Jejími učiteli byli mimo jiné Henry Van Ingen a Maria Mitchell. Studovala latinu, němčinu, řečtinu, matematiku, přírodní vědy, kompozici, literaturu, kreslení, chemii, geologii, historii a filozofii. Velmi dobře ovládala také šachy a whist. Byla zdrženlivou a ctižádostivou studentkou, jejíž známky patřily k nejlepším ve třídě. Byla také velmi oblíbená svými spolužačkami. Někdy kolem této doby se její sestra Misao přestěhovala do Ruska. Misao sestře psala dopisy ve francouzštině a spolužačky pomáhaly Sutemacu překládat a odpovídat. Sutemacu byla v roce 1879 zvolena předsedkyní třídy, a byla pozvána, aby vstoupila do literárního klubu Shakespearovské společnosti, která byla „rezervována pro studentky s ohromujícím intelektem”. V roce 1880 byla maršálkou oslavy Dne zakladatelů koleje. Šige se v červnu 1881 vrátila do Japonska. Desetileté období studijního období ve Spojených státech skončilo. Sutemacu si však prodloužila pobyt, aby dokončila své studium. V posledním ročníku byla jmenována předsedkyní Filalétské společnosti, což byla největší společenská organizace na Vassaru.
Promovala v červenci 1882. Její disertační práce byla na téma „Britská zahraniční politika vůči Japonsku”. Byla vybrána, aby na promoci na toto téma přednesla projev před svou třídou. Po promoci studovala v červenci a v srpnu ošetřovatelství na Škole pro zdravotní sestry v Conecticutu. Spolu s Ume (která si také prodloužila pobyt, aby dokončila studium) nakonec vyrazily do Japonska v říjnu 1882. Odjely do San Francisca, kde se 31. října nalodily na parník Arabic. Po náročné třítýdenní cestě přes Pacifik dorazily 20. listopadu 1882 do Jokohamy.

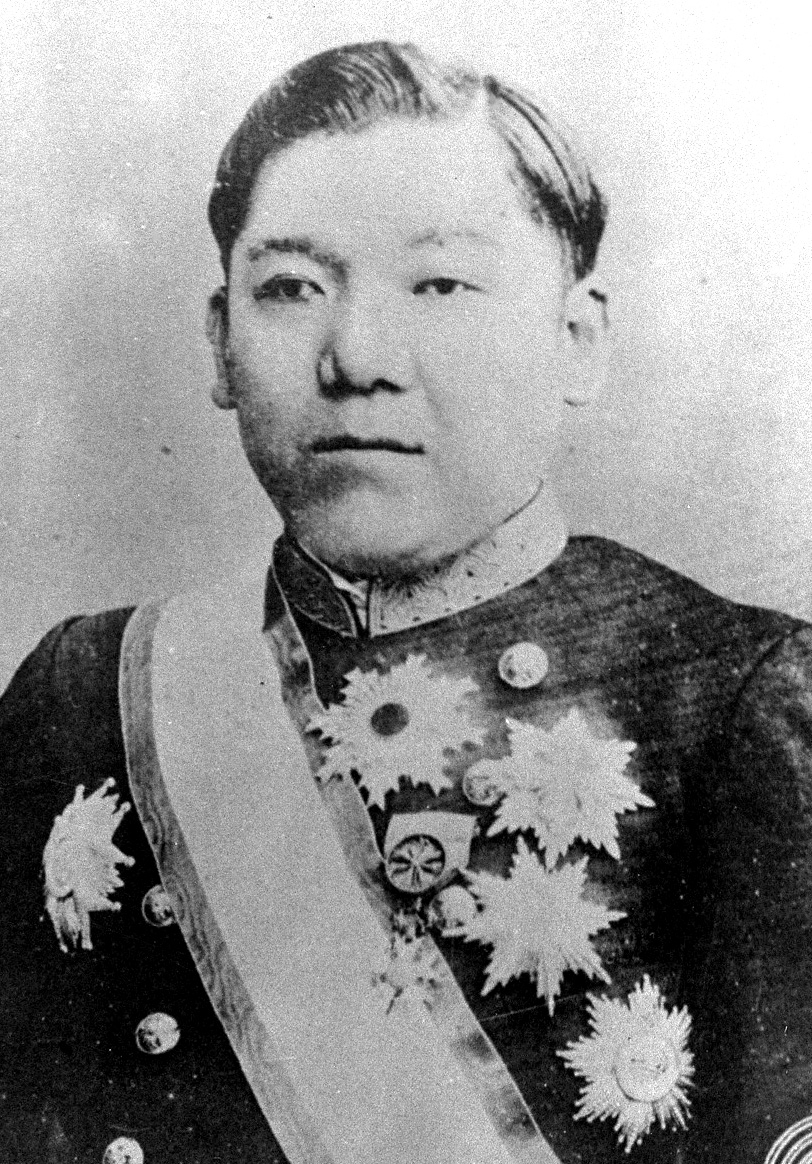
Iwao Ójama ve středních letech

### Sňatek a rodina
Když se vrátila do Japonska, začala se poohlížet po práci učitelky nebo ve státní správě, ale její možnosti byly omezené, zejména proto, že nedokázala číst a psát japonsky. Ve svých dopisech nejdříve vyjadřovala rozhodnutí zůstat neprovdaná a věnovat se intelektuálnímu životu. Odmítla minimálně tři nabídky k sňatku. Ačkoli, když měla problém s hledáním práce, napsala, že japonská kultura sňatek vyžaduje, a proto vážněji zvažuje své nápadníky. V lednu 1882 napsala Alice Bacon, že jedna z nabídek k sňatku, kterou zamítla, byla od někoho „koho jsem si mohla vzít pro peníze a postavení, ale nenechala jsem se zlákat”. Tímto nápadníkem byl Iwao Ójama, kterému bylo 40 let a měl tři malé dcery z prvního manželství, které skončilo, když jeho manželka zemřela při porodu. Ójama byl bohatý a důležitý generál japonské císařské armády, který tři roky žil v Evropě, mluvil francouzsky a hledal inteligentní a kosmopolitní manželku. Jako bývalý vazal panství Sacuma, sloužil mimo jiné i jako dělostřelec během bombardování Sutemacina rodného města Aizu. Později rád vtipkoval, že Sutemacu vyrobila kulku, která ho zasáhla během bitvy.

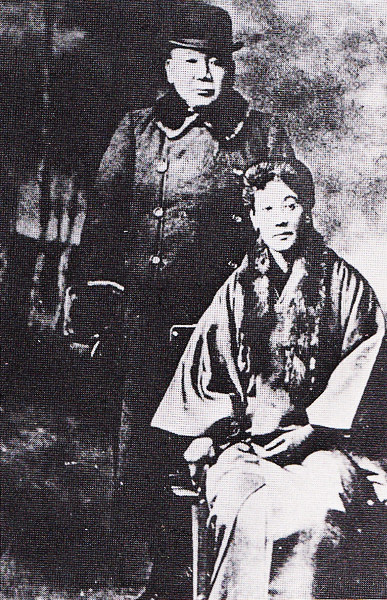
Iwao a Sutemacu v pozdějších letech

V únoru 1882 Sutemacu hrála Porcii v amatérské inscenaci dvou závěrečných dějství Kupce benátského na velkém večírku, který Iwaa inspiroval k opakované žádosti o ruku. Tentokrát, poslal formální žádost Sutemaciným bratrům, kteří byli šokováni. Jejím jménem jeho žádost zamítli, protože muž ze Sacumy byl nepřítelem rodiny Jamakawa. Po několika osobních návštěvách Saigóa Cugumičiho, vysoce postaveného vůdce Sacumy, se bratři nechali přesvědčit, aby nechali Sutemacu rozhodnout. V dubnu 1882 nabídku k sňatku přijala. Vzali se během malého obřadu, 8. listopadu 1883. Po sňatku vstoupila ve známost jako Sutemacu Ójama nebo madam Ójama.
Iwao odjel počátkem roku 1884 z Japonska studovat pruské vojenské systémy a na rok své Sutemacu ulehčil její společenské povinnosti manželky ministra. V červenci 1884 byl přijat zákon o šlechtictví, čímž se stali hrabětem a hraběnkou. Iwao znovu odjel z Japonska v roce 1894, kdy se v čele druhé japonské armády vydal do první čínsko-japonské války. Když o osm měsíců později válka skončila, americký tisk přičítal převahu Japonska nad Čínou Sutemacinu vlivu. Po válce byl povýšen a manželé se stali markýzem a markýzou. Iwao od roku 1904 znovu sloužil v rusko-japonské válce, kde velel vojskům v Mandžusku. Na konci války v roce 1905 byla jeho titul opět zvýšen, a to na prince, tudíž ze Sutemacu se konečně stala „japonská princezna”, jak ji kdysi mylně nazvaly americké noviny. V roce 1915 se Ójamovi zúčastnili intronizace císaře Tajšóa a jako hosté nástupního ceremoniálu obdrželi pamětní odznak.
Z manželství se narodily dvě dcery – Hisako (narozená v listopadu 1884, pozdější baronka Hisako Ida), Nagako (narozená předčasně v roce 1887, žila pouze dva dny) a dva synové – Takaši (zima 1886 – duben 1908) a Kašiwa (narozen v červenci 1889). Sutemacu byla také nevlastní matkou Iwaovým dcerám z prvního manželství – Nobuko (1876–1896) a dvou mladším dívkám. Ačkoli Sutemacu nepřijala Iwaovu nabídku k sňatku z lásky, její životopiskyně Janice P. Nimura popisuje jejich manželství jako „nezvykle šťastné”. Sutemacu byla manželovi intelektuálně rovna a nápomocna.

### Zpodobnění v románuKukačka

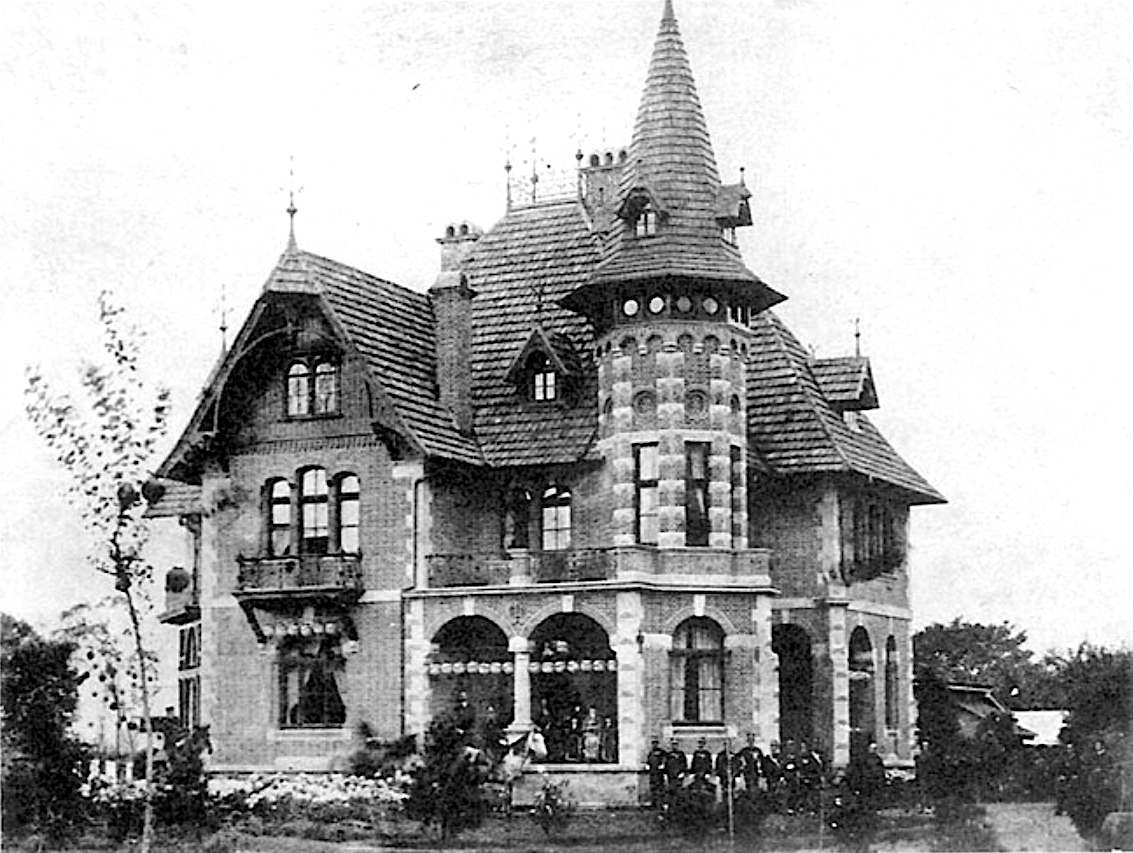
Dům Ójamových, Šibuja, Tokio (1890). Dům byl zničen během 2. světové války

Počátkem roku 1898 se soukromá tragédie v rodině Ójamových, stala námětem úspěšného románu, ve které byla Sutemacu zpodobněna jako zlá macecha. Román Kendžiróa Tokutomiho Hototogisu (不如帰, v překladu: Kukačka), nebo Nami-ko, napsaný pod uměleckým jménem Tokutomi Róka, je založen na manželství a smrti Nobuko Ójamy, Iwaovy dcery z prvního manželství. Nobuko se z lásky provdala za Jataróa Mišimu, což byl také výhodný sňatek pro spojený dvou významných rodin. První zimu po sňatku, Nobuko onemocněla tuberkulózou. Její tchyně trvala na tom, aby se syn rozvedl, protože Nobuko kvůli nemoci již nebyla schopná porodit dědice, což byla pro jediného syna z rodiny nezbytnost. Na jaře 1895, kdy se Nobuko léčila na venkově, její rodiče souhlasili s rozvodem. Nobuko se přestěhovala k rodičům v Tokiu, kde pro ni postavili nové křídlo domu, kvůli zabránění přenosu nemoci. Sutemacu se stala terčem pomluv, kvůli izolování své nevlastní dcery, což bylo vnímáno jako trest a vyhnanství. Nobuko zemřela v květnu 1896 ve věku 20 let.
Tokutomi na základě těchto skutečností publikoval v listopadu 1898 povídku v novinách Kokumin šinbun. V roce 1900 příběh přepsal publikoval jako knihu, která se stala jedním z nejúspěšnějších románů napříč moha sociálními skupinami, pro svůj elegantní jazyk a dojímavé scény. Román je nejčastěji připomínán jako „román, který protestuje proti viktimizaci žen, zejména proti viktimizaci mladých nevěst, přičemž z této tragédie viní rodinný systém éry Meidži známý jako ie”. Román toto morální ponaučení zobrazuje skrze idealizovaný mladý pár a mírným sympatizováním s postavou založenou na Iwaovi zatímco démonizuje postavy založené na obou matkách. Sutemacina postava je zpodobněna jako žárlící na svou nevlastní dceru a zkaženým západním vlivem v rodině.

### Propagace vzdělání žen

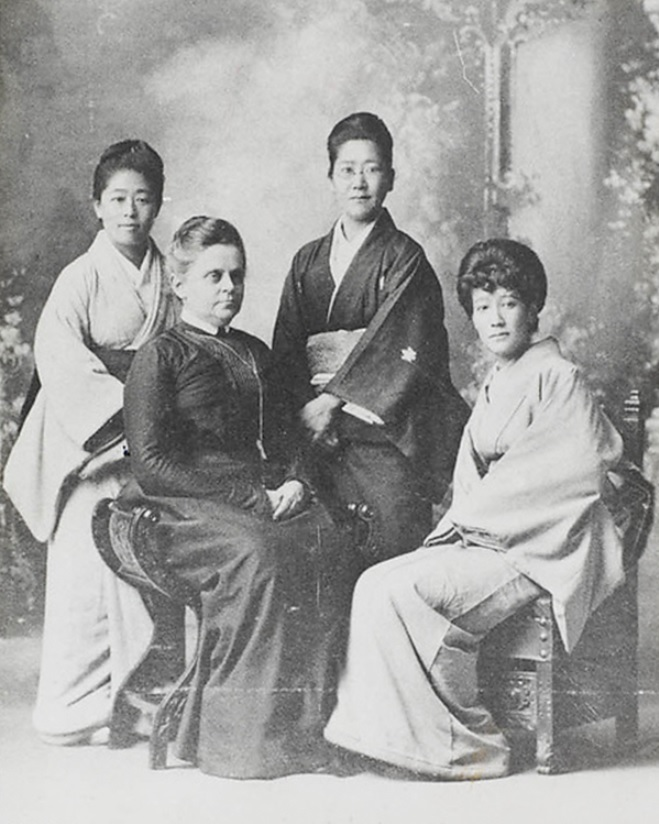
Zleva Umeko Cuda (1864–1929), Alice Bacon (1858–1918), Šigeko Urjú (1862–1928), princezna Sutemacu Ójama (1860–1919), kolem r. 1901

Sutemacu se po sňatku zhostila svých společenských povinností manželky vládního úředníka. Z oficiální pozice „Poradkyně u dvora pro westernizaci” radila císařovně ohledně západních zvyklostí. Také se zasazovala o vzdělávání žen a povzbuzovala Japonky z vyšších vrstev, aby se dobrovolně přihlásily jako ošetřovatelky. Často hostila americké návštěvníky včetně Alice Bacon, geografky Ellen Churchill Semple a spisovatelky Fannie Caldwell Macaulay. V roce 1888 se stala terčem negativní publicity, ze strany japonských konzervativců, kvůli čemuž se částečně stáhla z veřejného života. Pozitivní články v tisku z roku 1895, po skončení první čínsko-japonské války (ve které její manžel dosáhl vojenských vítězství a Sutemacu filantropických úspěchů), jí vrátil do společenského povědomí.

### Vzdělávání
Sutemacu pomáhala Umeko Cudě a Itóovi Hirobumimu při zakládání školy v Tokiu pro vysoce postavené mladé dámy, která byla otevřena 5. října 1885. Na otevření dohlížel i nový ministr školství Arinori Mori, který se během svého pobytu v Americe setkával s dívkami z Iwakurovy mise. V prvním roce byla škole relativně konzervativní institucí, kde se aristokratické studentky oblékaly do formálních dvorkých šatů a studovaly japonštinu, čínskou literaturu, angličtinu nebo francouzštinu a dějepis, vedle méně akademických předmětů jako jsou mravy, kaligrafie, kreslení, šití, čajový obřad, aranžování květin, vedení domácnosti a formální etiketa. V letech 1888–1889 do školy nastoupila jako učitelka angličtiny Alice Bacon. V té době začala škola od studentek vyžadovat západní oblečení.
V roce 1900 byla spolu s Alice Bacon a Umeko Cudou spoluzakladatelkou Ženského institutu anglických studií (女子英学塾 Džoši eigaku džuku), školy která měla dívky učit progresivním západním myšlenkám a angličtině. Škola byla také novou příležitostí pro vyšší vzdělávání žen, protože v této době mohly studovat pouze na Ženské vyšší normální škole v Tokiu, která učila japonštinu a měla více konzervativní osnovy. Zatímco Umeko Cuda a Alice Bacon pracovaly jako učitelky, Sutemacu byla patronkou školy.

### Filantropie

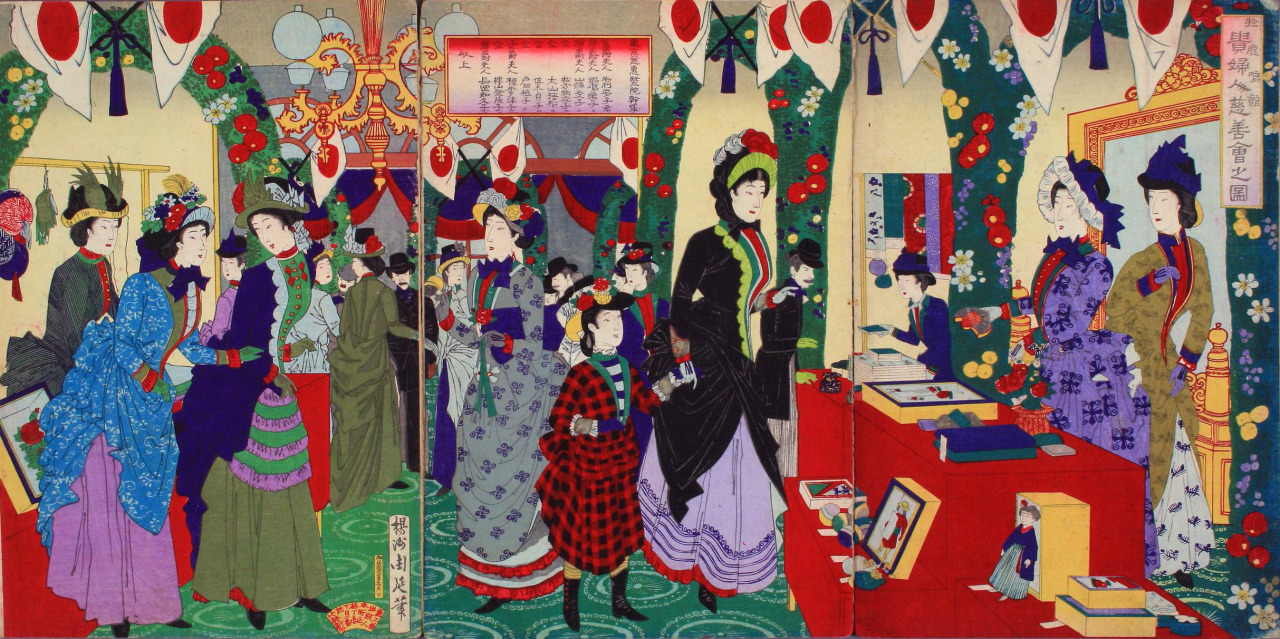
Rokumeikan ni okeru kifudžin džizenkai no zu – „Obraz vyobrazující první dobročiný bazar v Rokumeikan” z ilustrovaných novin z poloviny roku 1887

Sutemacu také propagovala myšlenku filantropie (která nebyla typickou součástí aristokratického života v Japonsku) u vysoce postavených japonských dam. V roce 1884 hostila první dobročinný bazar v Japonsku, pomocí něhož získávala fondy pro novou dobročinnou nemocnici v Tokiu. Navzdory skepse ohledně celého konceptu v japonském tisku, který poukazoval na nevhodnost této aktivity pro dámu, byl bazar finančně úspěšný a stal se každoroční událostí.
Mimo propagace finanční pomoci pro charitu, byla také dobrovolnicí-ošetřovatelkou. Byla ředitelkou Dámské asociace pomoci a Dámské dobrovolné ošetřovatelské asociace, předsedkyně Dámské vlastenecké asociace a předsedkyně Japonské společnosti Červeného kříže. Když vypukla první čínsko-japonská válka v roce 1894, vytvořila komisi šedesáti aristokratek, které vybíraly finance a zásoby pro vojáky. Sutemacu během války sama srolovávala obvazy pro Červený kříž a pracovala jako zdravotní sestra během rusko-japonské války v letech 1904–1905.

### Smrt
Po smrti manžela 10. prosince 1916 se nadobro stáhla z veřejného života a uchýlila se k životu v domácnosti svého syna Kašiwy. Během 1. světové války se neangažovala v Červeném kříži. Když v roce 1918 došla do Tokia epidemie španělské chřipky, poslala rodinu na venkov do Nasušiobara, zatímco sama zůstala v Tokiu, aby dohlížela na Ženský institut anglických studií a našla náhradu za ředitelku Umeko Cudu, po jejím odchodu na odpočinek. Onemocněla 6. února a 18. února 1919 zemřela na zápal plic.

## Galerie

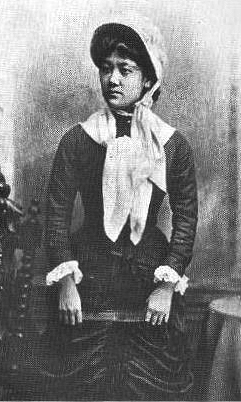
Sutemacu Na Vassaru
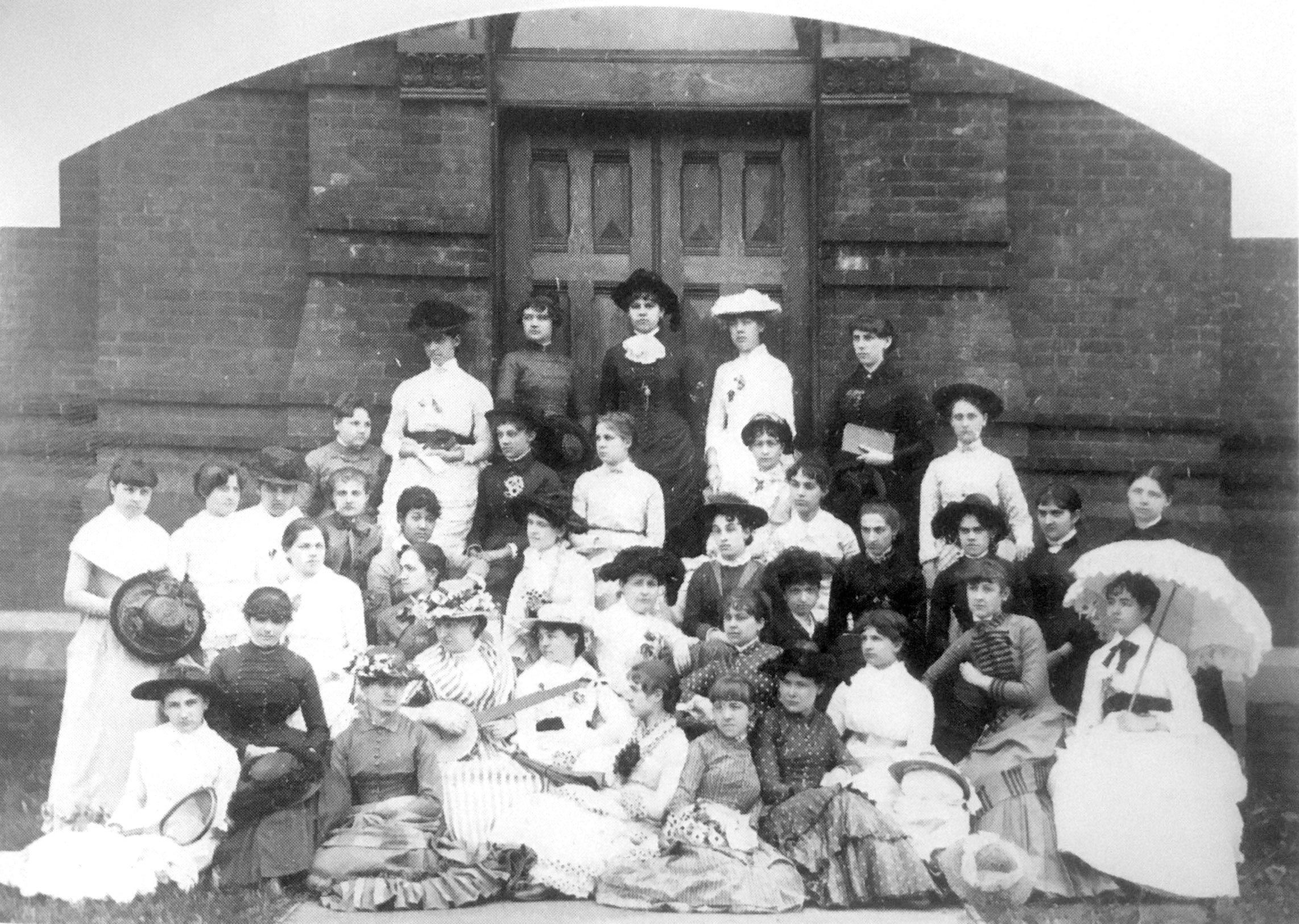
Ročník 1882, Vassar College. Sutemacu je v předposlední řadě, pátá zleva.
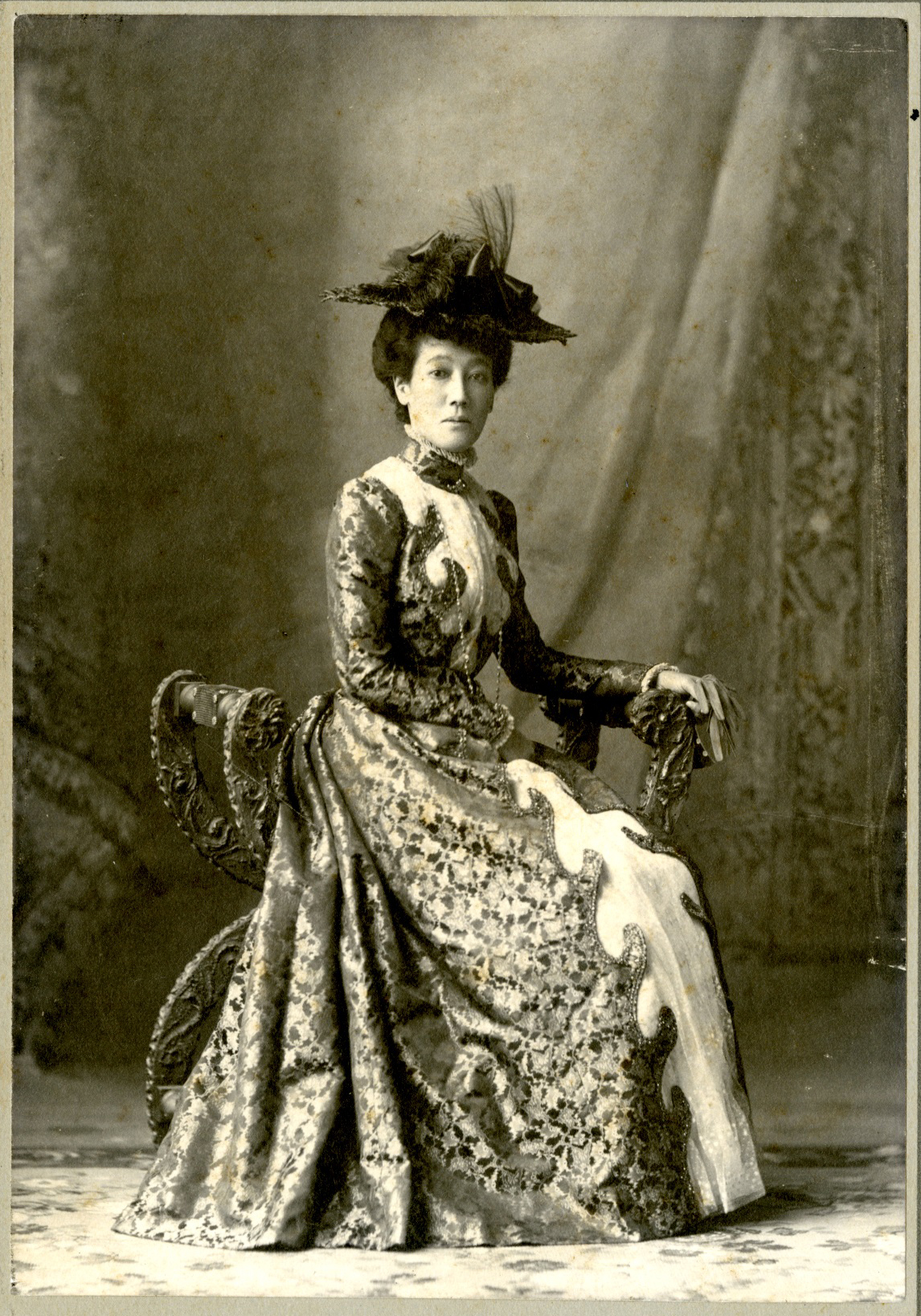
Maršálka Ójama, kolem r. 1888
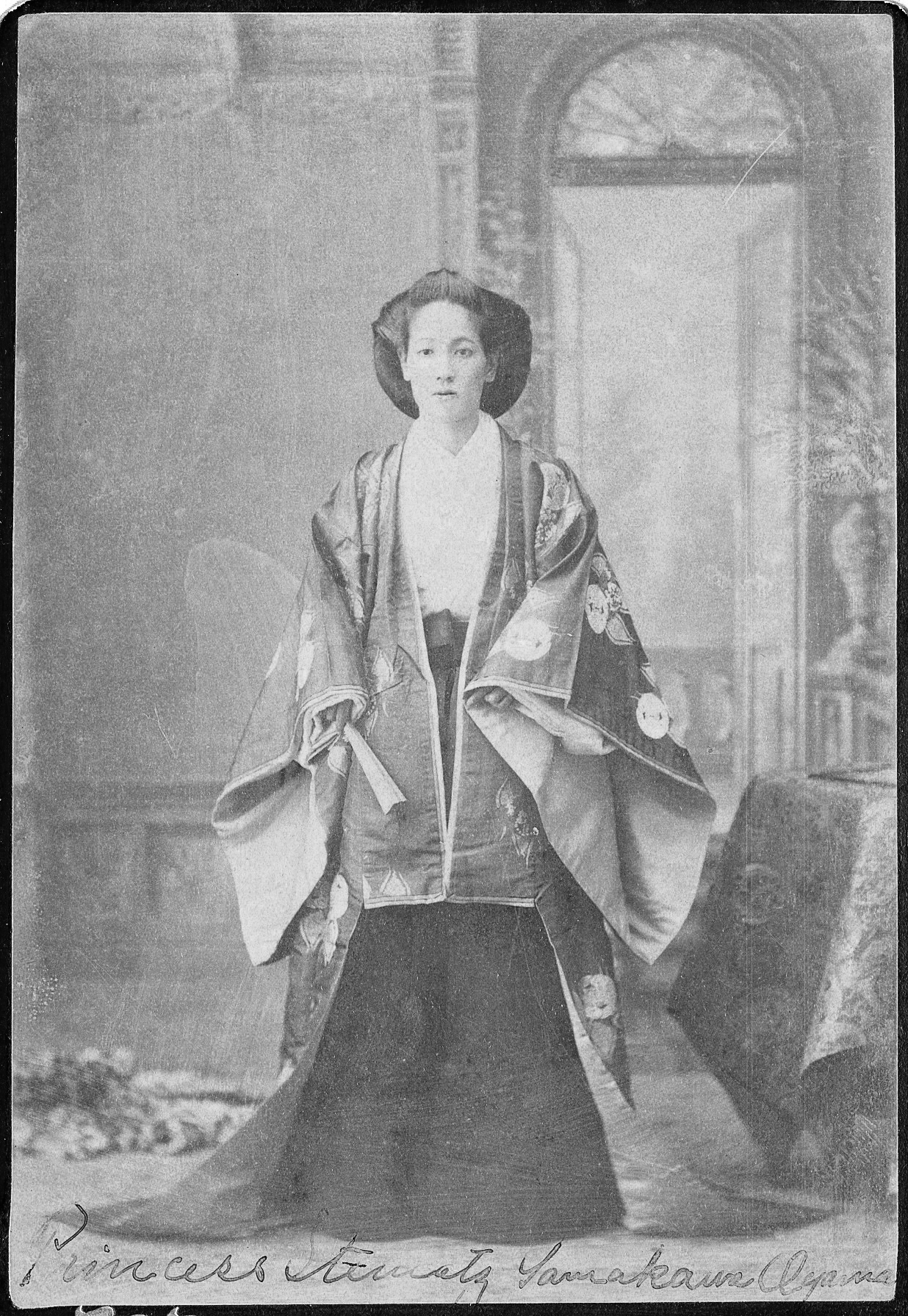
Sutemacu ve formálním dvorském kimonu
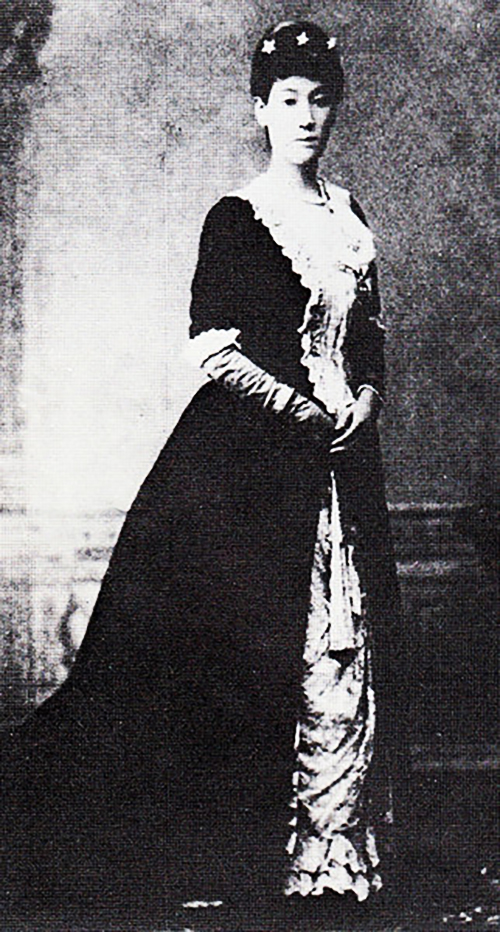
Sutemacu ve večerní róbě
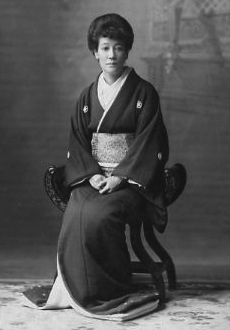
V pozdějších letech